# 宮沢賢治の食卓
『宮沢賢治の食卓』（みやざわけんじのしょくたく）は、魚乃目三太による日本の漫画。『思い出食堂』（少年画報社）2014年15号から2017年32号に全10話が不定期に連載、思い出食堂コミックスより2017年3月27日と第2巻11話に当たる2020年12月14日に刊行された。全2巻。『銀河鉄道の夜』や『雨ニモマケズ』の作者・宮沢賢治が稗貫農学校（のち花巻農学校、現在の岩手県立花巻農業高等学校）で教職員をしていたころと、『続』である第2巻では自らの立志の思いで農業者兼羅須地人協会の設立と解散から東北砕石工場のセールスマン、手帳に『雨ニモマケズ』を書いた晩年まで、その後のエピソードを1話完結形式で、各エピソードにちなんだ賢治の作品や当時の食べ物を紹介しつつ描く。
WOWOWの「連続ドラマW」枠でテレビドラマ化され、2017年6月17日から7月15日まで放送された。全5回。

## あらすじ
大正11年、妹・トシの病気の知らせを受け、東京から故郷花巻に戻った宮沢賢治は稗貫農学校の教職員となった。トシの看病を献身的に行いながら、農学校では自分の理想とする農家のあり方と現実の農家の過酷な状況のギャップに思い悩む。貧困から学校を辞めざるを得ない生徒、盗みに走ってしまう生徒、卑屈になって反抗的な態度をとる生徒らと真摯に向き合い、時には私財をなげうってまで支援を惜しまない姿勢に、生徒たちも次第に賢治に心を開いていく。また、生涯の友となる藤原嘉藤治と出会い、二人で開いたレコードコンサートに訪れた大畠ヤス子とも心を通わせていく。
だが、トシの病状は悪化の一途で、自分だけが幸せになることに罪悪感を覚えた賢治は大畠ヤス子との関係を先に進めることはできなかった。トシの死後、賢治は樺太旅行へ向かう。生前のトシとの約束を果たすためだったが、それは作家・宮沢賢治の再出発のきっかけとなり、後に「銀河鉄道の夜」を書く着想もこの時に得ることになる。
旅行から戻ると、賢治はヤス子に求婚したが、ヤス子もまたトシと同じ結核を発症しており、賢治のことを気遣ったヤス子はそれを断る。賢治はその後も農学校で働き続けたものの、結核を患い死んでゆく同僚の教師や貧困に苦しむ生徒たちの姿を目の当たりにして、その場しのぎの金銭的な援助では問題の根本を解決することはできず無力な自分を痛感するばかりであることに気づき、農学校を辞め自らが理想とする農業を実践する道に進もうと決意する。

## 登場人物
宮沢賢治（みやざわ けんじ）〈25〉※第1話時点。『続』の最終回は享年37歳。
本作の主人公。稗貫農学校（のち花巻農学校）の教職員。
情に篤く、涙もろい。病床の妹のために物語をつくり、読み聞かせている。
生活に困窮している生徒には食事を奢ったり、自作の原稿を清書させて礼金を渡すなどの援助を行っている。
宮沢トシ（みやざわ トシ）〈23〉
賢治の妹。
結核を患い病床に就いている。賢治の一番の理解者。
宮沢清六（みやざわ せいろく）
賢治の弟。
東京の学校に進学していたが、後に志願兵として陸軍に入隊。『続宮沢賢治の食卓』の冒頭では、1934年2月16日、東京の新宿で開かれた「宮沢賢治の会」に出席。兄の賢治から託された原稿のトランクから黒革の手帳を発見する。
宮沢クニ（みやざわ クニ）
賢治の妹。
宮沢政次郎（みやざわ まさじろう）
賢治の父。
宮沢イチ（みやざわ いち）
賢治の母。
藤原嘉藤治（ふじわら かとうじ）
賢治の親友。花巻高等女学校の音楽教師。
藤原が岩手新聞に詩を寄稿していると知った賢治から、友達になろうと誘われた。
大畠ヤス子（おおはた ヤスこ）
花城小学校教師。
賢治が藤原と一緒に開いたレコードコンサートで出会い、付き合うようになった。
大畠トシ（おおはた トシ）
ヤス子の妹。
偶然にも賢治の妹と同じ名前。隠れて交際していた賢治とヤス子のために二人の連絡係をしていた。
及川四郎（おいかわ しろう）
高等農林学校時代の後輩。
出版社「光原社」経営。賢治の生前唯一の童話集となった『注文の多い料理店』を出版した。
近森善一（ちかもり ぜんいち）
高等農林学校時代の後輩。
及川とともに光原社を立ち上げたが、家の事情のため途中で実家のある高知に帰った。
高村光太郎
著名な彫刻家、詩人。上京した賢治と対面し、『春と修羅』と『注文の多い料理店』各二冊購入したことを賢治本人に報告する。賢治との対面はこれが最初で最後になった。兄の作品普及活動に奔走中の清六と、遺筆『雨ニモマケズ』に感激する。
尾崎喜八
詩人、随筆家、チェロ奏者。セロ購入し、自邸で習得しに訪れた賢治を指導する。
高瀬露
小学校の女性教諭。羅須地人協会に出入りして賢治の世話をやく。ライスカレーを用意して会員に振る舞ったが、賢治に拒絶され、乱暴にオルガンを弾き鳴らした。
伊藤七雄と伊藤チエ兄妹
羅須地人協会を訪問したことがある七雄は、賢治の文通仲間の一人。ドイツ留学から肺結核の療養として移り住んだ大島の農芸学校開校を模索している。チエは賢治に三原山や島の案内をする。
鈴木
東北砕石工場の社長。花巻市石鳥谷町で賢治が開設していた肥料設計の相談所に訪ねた。賢治の相談の手紙も送り、賢治がいる実家を訪問。工場に来た賢治からの土産で、当時高価だったタオルを送られる。
小林六太郎
政次郎の友人。妻とともに上京して病状が悪化した賢治を上野駅へ付き添う。
草野心平

## 書誌情報
- 魚乃目三太『宮沢賢治の食卓』 少年画報社〈思い出食堂コミックス〉、全1巻
  1. 2017年3月27日発売[2]、ISBN 978-4-7859-5981-4

## テレビドラマ
WOWOWの「連続ドラマW」枠で、2017年6月17日から7月15日まで放送された。全5話。主演は鈴木亮平。

### キャスト

#### 宮沢家
宮沢賢治
演 - 鈴木亮平
宮沢家の長男。大正10年、25歳の時、東京に家出していたが、妹・トシが病気との電報を受け実家・花巻に戻る。芸術を好み自由を求める性質で家業の質屋を手伝うことは性に合わなかったため、職を求め、稗貫農学校の教師になる。ヤスに一目惚れする。
宮沢政次郎
演 - 平田満
賢治の父。花巻で一番の豪商の質屋・宮沢商店を営んでいる。厳しく実直な性格で、いつまでもふらふらしている賢治とはそりが合わない。
宮沢イチ
演 - 神野三鈴
賢治の母。トシを丈夫な体に産んであげられなかったことを不甲斐なく思っている。
宮沢トシ
演 - 石橋杏奈
宮沢家の長女。賢治の妹。岩手県立花巻高等女学校の教師をしていたが、病気療養のため休職することになる。生まれつき病弱で寝込むことが多く、その度賢治が励ましていた。
宮沢清六
演 - 井之脇海
次男。賢治の弟。
宮沢シゲ
演 - 畦田ひとみ
次女。賢治の妹。
宮沢クニ
演 - 荒田悠良
三女。賢治の妹。

#### 稗貫（ひえぬき）農学校生徒
村山勘助
演 - 犬飼直紀
親戚が宮沢商店に身ぐるみはがされた怨みで賢治に反発する。
佐々木銀太
演 - 堺翔太
勘助の友だち。
及川三郎
演 - 濱田海斗
勘助の友だち。

#### その他
藤原嘉藤治（ふじわら かとうじ）
演 - 山崎育三郎
トシの同僚の音楽教師で、新聞などに詩を寄稿している。トシを密かに想っている。芸術を愛する賢治とは大いに気が合い、後に親友となる。
櫻小路ヤス
演 - 市川実日子
小学校の教師。実家は蕎麦屋で店を手伝っている。
櫻小路紀一郎
演 - おかやまはじめ
ヤスの父。蕎麦屋を営んでいる。
櫻小路トミ
演 - 鈴川法子
ヤスの母。

#### ゲスト

##### 第1話
菅原吉盛
演 - 柳沢慎吾
貧しい農家。妻は幼い子ども2人を残して亡くなっている。今は腰を痛め、働くことができない。子らが亡き妻の「どんぶぐ」（綿入れ半纏）を宮沢商店に持っていくが、金を貸してもらうことができなかった。

##### 第3話
遠藤保
演 - 竹財輝之助
以前、花巻高等女学校のヴァイオリン講師をしており、その頃、トシと噂があった。今は別の女性と結婚している。

### スタッフ
- 原作：魚乃目三太『宮沢賢治の食卓』（少年画報社刊『思い出食堂』より）
- 監督：御法川修
- 脚本：池田奈津子
- 音楽：サキタハヂメ
- 撮影：鈴木慎二
- 美術：小澤秀高
- 照明：東田勇児
- 録音：照井康政
- 編集：山中貴夫
- チーフプロデューサー：武田吉孝
- プロデューサー：平体雄二、佐藤幹也
- 制作協力：東映京都撮影所
- 制作プロダクション：スタジオブルー
- 製作・著作：WOWOW

### 放送日程
| 話数   | 放送日         | サブタイトル         |
| ------ | -------------- | -------------------- |
| 第1話  | 2017年 6月17日 | 幸福のコロッケ       |
| 第2話  | 6月24日        | 夢のシチュウビーフ   |
| 第3話  | 7月01日        | 恋の鶏南蛮そば       |
| 第4話  | 7月08日        | 別れの焼きリンゴ     |
| 最終話 | 7月15日        | 天上のアイスクリーム |

### 関連商品
- 連続ドラマW 宮沢賢治の食卓 DVD-BOX（2018年2月21日、TCエンタテインメント、TCED-3747）[3]

| WOWOW 土曜オリジナルドラマ 連続ドラマW              | WOWOW 土曜オリジナルドラマ 連続ドラマW     | WOWOW 土曜オリジナルドラマ 連続ドラマW                               |
| 前番組                                              | 番組名                                     | 次番組                                                               |
| --------------------------------------------------- | ------------------------------------------ | -------------------------------------------------------------------- |
| 北斗 -ある殺人者の回心- （2017年3月25日 - 4月22日） | 宮沢賢治の食卓 （2017年6月17日 - 7月15日） | プラージュ 〜訳ありばかりのシェアハウス〜 （2017年8月12日 - 9月9日） |